# Хадсон-Смит, Мэттью
Мэттью Хадсон-Смит (англ. Matthew Hudson-Smith; род. 26 октября 1994, Вулвергемптон, Великобритания) — британский легкоатлет, специализирующийся в беге на 400 метров. Двукратный призёр Олимпийских игр, 4-кратный чемпион Европы, трёхкратный призёр чемпионатов мира.

## Биография

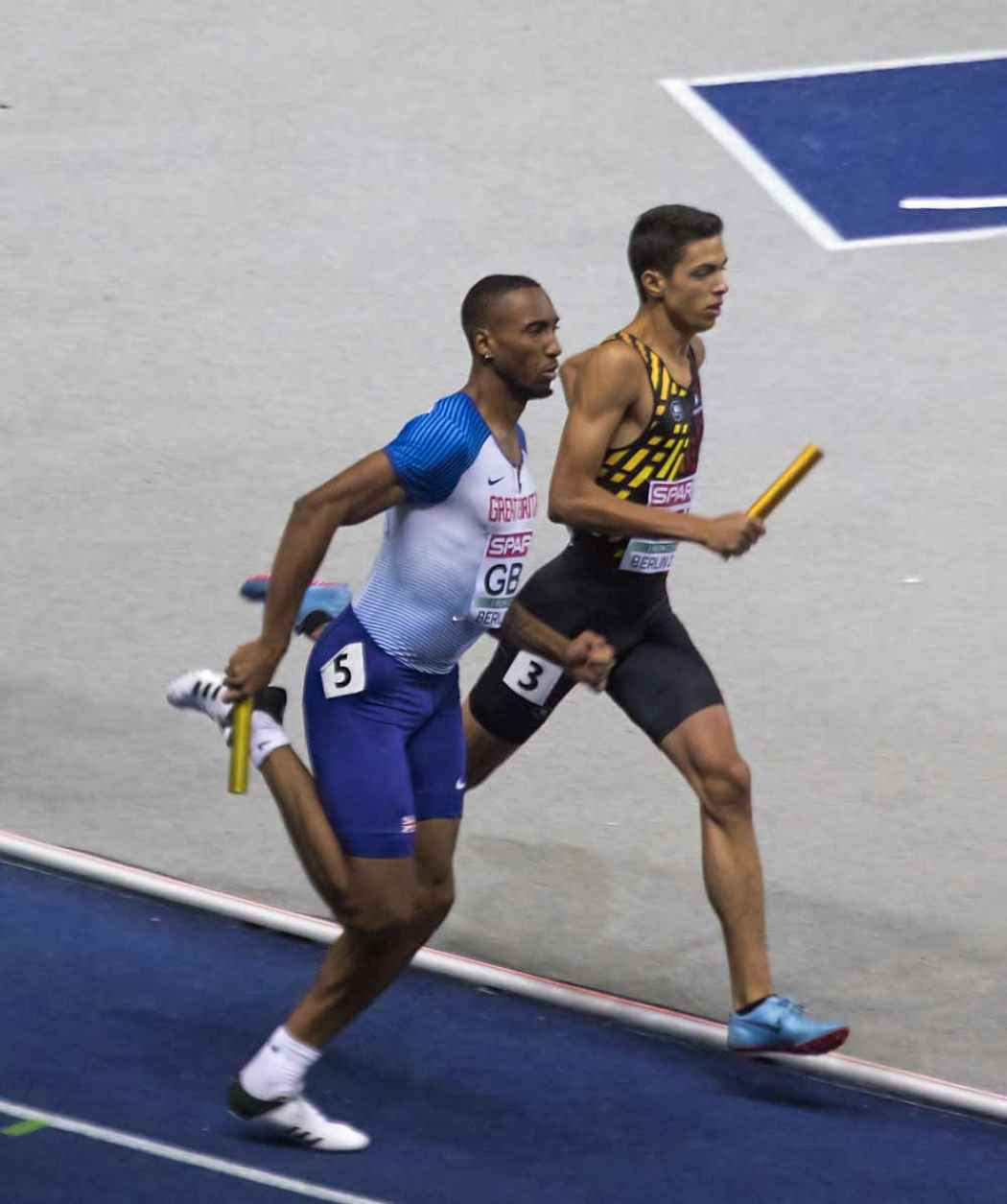
Хадсон-Смит (слева)

В детстве играл за юношеские команды футбольного клуба «Вулверхэмптон», сначала на позиции правого защитника, а затем нападающим. Уже тогда тренеры отмечали его высокую скорость на фоне сверстников. Однако в 10 лет он сменил футбол на лёгкую атлетику. Как вспоминал сам Мэттью, причиной стала его недостаточная собранность в игре, кроме того, тогда казалось, что вернуться обратно можно будет в любой момент.
В 16 лет страдал от гангренозных язв на левой ноге. Они стали следствием неизвестной инфекции, с которой врачам всё же удалось справиться, но не без последствий в виде шрама чуть выше лодыжки.
Впервые обратил на себя внимание в 2011 году, когда финишировал вторым на чемпионате Англии среди школьников в беге на 200 метров. Через год повторил этот успех, а в 2013-м выступал на юниорском чемпионате Европы. На дистанции 200 метров завоевал бронзовую медаль (в полуфинале показал личный рекорд 20,88), после чего стал третьим и в эстафете 4×400 метров.
В 2014 году стал делать акцент на бег на 400 метров. Прежний личный рекорд, 48,76, Мэттью за сезон улучшил более, чем на четыре секунды. В июле на этапе Бриллиантовой лиги стал вторым в истории Великобритании спортсменом младше 20 лет, преодолевшим дистанцию быстрее 45 секунд. Благодаря этому успеху отобрался на Игры Содружества, где на последнем этапе привёл сборную Англии к победе в эстафете 4×400 метров. Полторы недели спустя на чемпионате Европы в беге на 400 метров уступил только соотечественнику Мартину Руни и выиграл серебряную медаль. В эстафете Хадсон-Смит бежал на втором этапе, а британцы в итоге стали чемпионами.
Сезон 2015 года почти полностью пропустил из-за травмы спины.
Вернулся к соревновательной деятельности в мае 2016 года и вскоре впервые в карьере выиграл чемпионат страны. На чемпионате Европы стал бронзовым призёром в эстафете, хотя на свой четвёртый этап уходил первым с небольшим отрывом и лидировал большую часть дистанции.
В полуфинале Олимпийских игр в Рио-де-Жанейро установил личный рекорд 44,48 и стал единственным представителем Европы, прошедшим в финал бега на 400 метров. Побороться за медали у Мэттью не получилось: он финишировал на последнем, восьмом, месте.
28 мая 2022 года в американском Орегоне пробежал 400 метров с национальным рекордом 44,35. Это второй результат в истории для европейских бегунов, лишь на 0,02 сек хуже рекорда Европы Томаса Шёнлебе, установленного в 1987 году.
В 2023 году на чемпионате мира по лёгкой атлетикев Будапеште британец выиграл серебро в беге на 400 метров с результатом 44,31, уступив ямайскому атлету Антониу Уотсону. 
Является студентом Вустерского университета, где получает образование в области физической культуры и спорта.

## Основные результаты
| Год  | Турнир                         | Место проведения         | Дисциплина       | Место    | Результат |
| ---- | ------------------------------ | ------------------------ | ---------------- | -------- | --------- |
| 2013 | Чемпионат Европы среди юниоров | Риети, Италия            | 200 м            | 3-е      | 20,94     |
| 2013 | Чемпионат Европы среди юниоров | Риети, Италия            | эстафета 4×400 м | 3-е      | 3.05,14   |
| 2014 | Игры Содружества               | Глазго, Великобритания   | эстафета 4×400 м | 1-е      | 3.00,46   |
| 2014 | Чемпионат Европы               | Цюрих, Швейцария         | 400 м            | 2-е      | 44,75     |
| 2014 | Чемпионат Европы               | Цюрих, Швейцария         | эстафета 4×400 м | 1-е      | 2.58,79   |
| 2016 | Чемпионат Европы               | Амстердам, Нидерланды    | эстафета 4×400 м | 3-е      | 3.01,44   |
| 2016 | Олимпийские игры               | Рио-де-Жанейро, Бразилия | 400 м            | 8-е      | 44,61     |
| 2016 | Олимпийские игры               | Рио-де-Жанейро, Бразилия | эстафета 4×400 м | — (заб.) | DQ        |